# チャンス・ウェングレウスキー
チャンス・ウェングレウスキー（Chance Wenglewski、1997年4月9日 - ）は、メジャーリーグラグビー、シアトル・シーウルブズに所属するラグビー選手。

## プロフィール
- アメリカ合衆国・オクラホマ州タルサ出身[1]。
- ポジションはプロップ(PR)。
- 身長 188cm、体重 110kg
- U20アメリカ代表に選ばれたことがある[2]。
- アメリカ代表キャップは8（2025年2月現在）。

## 略歴
ラグビーATL、ラグビー・ユナイテッド・ニューヨークを経て、2024年、シアトル・シーウルブズに加入。
2019年、ラグビーワールドカップ2019のアメリカ代表に追加召集された。